# Ovidiu-Valeriu Iosif
Ovidiu-Valeriu Iosif (n. 29 octombrie 1937) este un fost deputat român în legislatura 1992-1996, ales în județul Mureș pe listele partidului PUNR. Ovidiu-Valeriu Iosif a absolvit facultatea de drept din Cluj-Napoca.